# Hilary Lindh
Hilary Kirsten Lindh (Juneau, 10 maggio 1969) è un'ex sciatrice alpina statunitense.
Forte discesista, in attività tra la metà degli anni 1980 e la metà del decennio successivo, è stata in grado, in carriera, di ottenere tre successi in Coppa del Mondo, tutti in discesa. La sciatrice ha vinto, sempre in discesa libera, anche la medaglia d'argento ai XVI Giochi olimpici invernali di Albertville 1992, in Francia, e un oro e un bronzo ai Mondiali.

## Biografia

### Stagioni 1985-1994
La Lindh debuttò in campo internazionale ai Mondiali juniores di Jasná 1985 e l'anno dopo, nella rassegna iridata giovanile disputatasi a Bad Kleinkirchheim, vinse la medaglia d'oro nella discesa libera. In Coppa del Mondo esordì il 15 marzo 1986 a Vail, quando fu 13ª in discesa libera. Due stagioni dopo debuttò ai Giochi olimpici invernali: a Calgary 1988 fu 26ª nel supergigante, 23ª nella combinata e non concluse la discesa libera.
Ai Mondiali di Vail 1989, sua prima presenza iridata, si classificò 15ª nella discesa libera, mentre due anni dopo, nella rassegna iridata di Saalbach-Hinterglemm, gareggiò nel supergigante chiudendo al 10º posto. L'anno dopo ai XVI Giochi olimpici invernali di Albertville 1992 vinse la medaglia d'argento nella discesa libera e fu 17ª nel supergigante. Il 2 febbraio 1994 ottenne in Sierra Nevada la prima vittoria, nonché primo podio, in Coppa del Mondo, sempre in discesa libera, mentre ai successivi XVII Giochi olimpici invernali di Lillehammer 1994, suo congedo olimpico, si piazzò 7ª nella discesa libera e 13ª nel supergigante.

### Stagioni 1995-1997
Il 10 dicembre 1994 a Lake Louise salì per l'ultima volta in carriera sul gradino più alto di un podio di Coppa del Mondo, ancora in discesa libera, e il 2 gennaio 1995 conquistò a Sugarloaf in supergigante l'ultima vittoria, nonché ultimo podio, in Nor-Am Cup; ai Mondiali di Sierra Nevada 1996 vinse la medaglia d'argento nella discesa libera e fu 5ª nel supergigante. Alla fine di quella stagione 1994-1995 in Coppa del Mondo registrò i suoi migliori piazzamenti sia nella classifica generale (9ª), sia in quella di discesa libera (2ª a 216 punti di distacco dalla vincitrice Picabo Street).
Durante la sua ultima stagione agonistica, 1996-1997, Hilary Lindh vinse la medaglia d'oro nella discesa libera e si piazzò al 18º posto nel supergigante ai Mondiali di Sestriere, sua ultima presenza iridata; in Coppa del Mondo salì per l'ultima volta sul podio il 28 febbraio a Happo One (2ª) e disputò l'ultima gara il 12 marzo a Vail (9ª), in entrambi i casi in discesa libera. La sua ultima gara in carriera fu il supergigante dei Campionati statunitensi 1997, il 21 marzo a Sugarloaf, nella quale si aggiudicò il titolo nazionale.

## Palmarès

### Olimpiadi
- 1 medaglia:
  - 1 argento (discesa libera ad Albertville 1992)

### Mondiali
- 2 medaglie:
  - 1 oro (discesa libera a Sestriere 1997)
  - 1 bronzo (discesa libera a Sierra Nevada 1996)

### Mondiali juniores
- 1 medaglia:
  - 1 oro (discesa libera a Bad Kleinkirchheim 1986)

### Coppa del Mondo
- Miglior piazzamento in classifica generale: 9ª nel 1995
- 5 podi:
  - 3 vittorie
  - 2 secondi posti

#### Coppa del Mondo - vittorie
| Data             | Località      | Paese       | Specialità |
| ---------------- | ------------- | ----------- | ---------- |
| 2 febbraio 1994  | Sierra Nevada | Spagna      | DH         |
| 2 dicembre 1994  | Vail          | Stati Uniti | DH         |
| 10 dicembre 1994 | Lake Louise   | Canada      | DH         |

Legenda:

DH = discesa libera

### Nor-Am Cup
- Vincitrice della classifica di supergigante nel 1992[2]
- 2 podi (dati dalla stagione 1994-1995):
  - 1 vittoria
  - 1 terzo posto

#### Nor-Am Cup - vittorie
| Data           | Località  | Paese       | Specialità |
| -------------- | --------- | ----------- | ---------- |
| 2 gennaio 1995 | Sugarloaf | Stati Uniti | SG         |

Legenda:

SG = supergigante

### Campionati statunitensi
- 10 medaglie (dati parziali fino alla stagione 1994-1995)[3]:
  - 6 ori (discesa libera[1] nel 1986; discesa libera[1][4] nel 1989; discesa libera[1], combinata[5] nel 1992; discesa libera, supergigante nel 1997)
  - 2 argenti (discesa libera[6] nel 1987; supergigante[4] nel 1989)
  - 2 bronzi (combinata[4] nel 1989; discesa libera nel 1995)